# Кодово име: Съседските деца
„Кодово име: Съседските деца“ (на английски: Codename: Kids Next Door, за по-кратко Kids Next Door или просто KND) е американски анимационен сериал по идея на Том Уорбъртън. Сериалът има шест сезона и два филма.

## Главни герои
Главните герои са децата от Сектор В. Децата са 5. Номер 5 (Абигейл Линкyлн), която е била втора в команда на сектора, но след като Номер 1 отива при Галактическите Съседски деца, тя става лидера на Сектор В. Номер 4 (Уолаби Бийтълс), който изглежда, че е най-силния от сектора. Номер 3 (Куки Санбан), която обича плюшени играчи, особено дъгови маймунки. Номер 2 (Хоуги Гилиган младши), който изобретява 2x4 Технологии и обича да се шегува. Номер 1 (Найджъл Уно), който е лидер на Сектор В докато не замина в Галактическите Съседски деца.

## „Кодово име: Съседските деца“ в България
В България сериалът, преведен като „Малчуганите“, започва излъчване по PRO.BG на 31 януари 2010 в 07:30, а разписанието му е всяка събота и неделя от 07:00 по два епизода един след друг и е дублиран на български. За последно са излъчени шести и седми епизод от трети сезон на 28 март. На 5 юни от 07:30 започва наново трети сезон, като на 19 юни започват и новите епизоди, също всяка събота и неделя от 07:00. Ролите се озвучават от артистите Здравко Димитров, Илия Иванов, Емил Емилов, Кирил Ивайлов, Светломир Радев и Гергана Стоянова.

## Външни предпратки
- Официален сайт
- KND Code Module
- „Кодово име: Съседските деца“ в  Internet Movie Database
- „Кодово име: Съседските деца“ в TV.com